# Civray (Viena)
Civray és un municipi francès situat al departament de la Viena i a la regió de la Nova Aquitània. L'any 2007 tenia 2.819 habitants.

## Demografia

### Població
El 2007 la població de fet de Civray era de 2.819 persones. Hi havia 1.272 famílies de les quals 525 eren unipersonals (179 homes vivint sols i 346 dones vivint soles), 456 parelles sense fills, 207 parelles amb fills i 84 famílies monoparentals amb fills.
La població ha evolucionat segons el següent gràfic:
Habitants censats

### Habitatges
El 2007 hi havia 1.603 habitatges, 1.311 eren l'habitatge principal de la família, 112 eren segones residències i 180 estaven desocupats. 1.211 eren cases i 330 eren apartaments. Dels 1.311 habitatges principals, 794 estaven ocupats pels seus propietaris, 485 estaven llogats i ocupats pels llogaters i 33 estaven cedits a títol gratuït; 81 tenien una cambra, 131 en tenien dues, 241 en tenien tres, 417 en tenien quatre i 440 en tenien cinc o més. 824 habitatges disposaven pel capbaix d'una plaça de pàrquing. A 686 habitatges hi havia un automòbil i a 352 n'hi havia dos o més.

### Piràmide de població
La piràmide de població per edats i sexe el 2009 era:
| Homes | Edats   | Dones |
| ----- | ------- | ----- |
| 0     | 95 o +  | 28    |
| 32    | 90 a 94 | 48    |
| 32    | 85 a 89 | 104   |
| 12    | 80 a 84 | 32    |
| 64    | 75 a 79 | 100   |
| 80    | 70 a 74 | 144   |
| 112   | 65 a 69 | 104   |
| 64    | 60 a 64 | 112   |
| 60    | 55 a 59 | 40    |
| 104   | 50 a 54 | 88    |
| 64    | 45 a 49 | 92    |
| 100   | 40 a 44 | 64    |
| 40    | 35 a 39 | 60    |
| 48    | 30 a 34 | 76    |
| 92    | 25 a 29 | 80    |
| 64    | 20 a 24 | 64    |
| 64    | 15 a 19 | 80    |
| 56    | 10 a 14 | 48    |
| 48    | 5 a 9   | 40    |
| 20    | 0 a 4   | 56    |

## Economia
El 2007 la població en edat de treballar era de 1.487 persones, 993 eren actives i 494 eren inactives. De les 993 persones actives 873 estaven ocupades (488 homes i 385 dones) i 120 estaven aturades (59 homes i 61 dones). De les 494 persones inactives 182 estaven jubilades, 129 estaven estudiant i 183 estaven classificades com a «altres inactius».

### Ingressos
El 2009 a Civray hi havia 1.315 unitats fiscals que integraven 2.593,5 persones, la mediana anual d'ingressos fiscals per persona era de 15.531 €.

### Activitats econòmiques
Dels 181 establiments que hi havia el 2007, 5 eren d'empreses extractives, 8 d'empreses alimentàries, 5 d'empreses de fabricació d'altres productes industrials, 9 d'empreses de construcció, 42 d'empreses de comerç i reparació d'automòbils, 5 d'empreses de transport, 15 d'empreses d'hostatgeria i restauració, 3 d'empreses d'informació i comunicació, 14 d'empreses financeres, 17 d'empreses immobiliàries, 16 d'empreses de serveis, 29 d'entitats de l'administració pública i 13 d'empreses classificades com a «altres activitats de serveis».
Dels 50 establiments de servei als particulars que hi havia el 2009, 1 era una oficina d'administració d'Hisenda pública, 1 gendarmeria, 1 oficina de correu, 5 oficines bancàries, 2 funeràries, 3 tallers de reparació d'automòbils i de material agrícola, 3 autoescoles, 2 paletes, 1 guixaire pintor, 3 fusteries, 2 lampisteries, 5 perruqueries, 1 veterinari, 1 agència de treball temporal, 7 restaurants, 10 agències immobiliàries, 1 tintoreria i 1 saló de bellesa.
Dels 23 establiments comercials que hi havia el 2009, 2 eren supermercats, 1 una botiga de més de 120 m², 1 una botiga de menys de 120 m², 3 fleques, 3 carnisseries, 1 una llibreria, 4 botigues de roba, 1 una sabateria, 1 una botiga d'electrodomèstics, 1 un drogueria, 1 una joieria i 4 floristeries.
L'any 2000 a Civray hi havia 4 explotacions agrícoles.

## Equipaments sanitaris i escolars
El 2009 hi havia 1 hospital de tractaments de mitja durada (seguiment i rehabilitació), 1 centre de salut, 3 farmàcies i 2 ambulàncies.
El 2009 hi havia 1 escola maternal i 2 escoles elementals. A Civray hi havia 2 col·legis d'educació secundària, 1 liceu d'ensenyament general i 1 liceu tecnològic. Als col·legis d'educació secundària hi havia 481 alumnes, als liceus d'ensenyament general n'hi havia 432 i als liceus tecnològics 188.

## Poblacions més properes
El següent diagrama mostra les poblacions més properes.